# Peter Bryan Wells
Mons. Peter Bryan Wells (* 12. května 1963, Tulsa) je americký římskokatolický kněz, arcibiskup a apoštolský nuncius v Botswaně, Jihoafrické republice, Lesothu a Namibii.

## Životopis
Narodil se 12. května 1963 v Tulse. Na kněze byl vysvěcen 12. července 1991 a byl inkardinován do diecéze Tulsa. Svá studia filosofie dokončil na Saint Meinrad Seminary College v Indianě, kde studoval Lauretiho v umění. Poté dále studoval teologii jako student Severoamerické papežské koleje v Římě.
Roku 1990 získal na Papežské Gregoriánské univerzitě titul bakaláře teologie, později na Papežském institutu Jana Pavla II. pro studium manželství a rodiny získal licentiát z teologie (1992).
Na Papežské Gregoriánské univerzitě získal licentiát a doktorát z kanonického práva (1998 a 1999). Současně byl studentem Papežské církevní akademie.
Po vysvěcení zastával následující pozice: farní vikář Katedrály Svaté Rodiny Nazaretské v Tulse, zvláštní sekretář biskupa Tulsy a vikář pro diecézní náboženskou výchovu.
Dne 1. července 1999 vstoupil do diplomatických služeb Svatého stolce. Pracoval na apoštolské nunciatuře v Nigérii a od roku 2002 v Sekci pro všeobecné záležitosti Státního sekretariátu. Kromě své rodné angličtiny ovládá italštinu, francouzštinu, němčinu a španělštinu.
Dne 16. července 2009 byl jmenován asesorem Pro všeobecné záležitosti Státního sekretariátu. V této funkci nahradil Gabriela Giordana Cacciu který byl ve stejný den jmenován apoštolským nunciem v Libanonu.
Papež František jej chirografem jmenoval sekretářem pěti členů papežské komise zodpovědné za šetření na Institutu pro skutky zbožnosti. Předsedou komise je kardinál Raffaele Farina, členem komise je kardinál Jean-Louis Tauran, biskup Juan Ignacio Arrieta Ochoa de Chinchetru je koordinátorem, Mons. Alfred Xuereb je delegátem komise a poslední členkou je profesorka Mary Ann Glendon.
V současné době je také předsedou Výboru pro finanční zabezpečení.
Dne 9. února 2016 jej papež František jmenoval titulárním arcibiskupem z Marcianopolis a apoštolským nunciem Botswaně a v Jihoafrické republice.
Dne 13. února 2016 byl jmenován apoštolským nunciem v Lesothu a Namibii.